# جيسلارنغو
جيسلارنغو هي بلدية في مقاطعة فرشيلي التابعة لإقليم بييمونتي الإيطالي، تقع على بعد حوالي 70 كيلومتر (43 ميل) إلى الشمال الشرقي من مدينة تورينو وحوالي 20 كيلومتر (12 ميل) إلى الشمال من فرشيلي. في 31 كانون الأول / ديسمبر 2004 كان عدد سكانها 870 نسمة، وتبلغ مساحتها 12.5 كيلومتر مربع (4.8 ميل2).
تقع جيسلارنغو على حدود البلديات التالية: أربوريو، كاربينانو سيشيا، لينتا، روفاسيندا، سيلافينغو.